# Cristo deriso (Bernini)
Il Cristo deriso è un dipinto unanimemente attribuito a Gian Lorenzo Bernini, databile all'incirca nel 1635 e tuttora appartenente ad una collezione privata.

## Descrizione e stile
In una dimensione di 99,5x147 cm, il dipinto mostra Cristo completamente nudo in un momento di abbandono, seduto su un muretto del cortile pretorio di Ponzio Pilato, con un manto rosso come unico indumento e un ramoscello in mano, i due beni che secondo le letture i soldati romani gli diedero per deriderlo come presunto "re dei Giudei". Nel corpo non appaiono segni di ferite né compare la corona di spine: questo vuol dire che la passione non è ancora iniziata, ma è preannunciata dalla luce drammatica che da destra si proietta sul Cristo e ne illumina lo sconforto nel corpo e nell'espressione del viso. Bernini stesso eseguiva i suoi dipinti senza disegno preparatorio, dando più importanza sul colore e sulla luce che su problemi di composizione o narrazione, seguendo la maniera già pienamente sviluppata con Caravaggio.
Il Cristo deriso berniniano è un caso unico dell'iconografia della passione, poiché non vi rientra nelle rappresentazioni più note quali l'Ecce homo e Christus patiens.
Come gran parte dei dipinti a tema religioso eseguiti dal Bernini, il Cristo deriso venne destinato alla devozione privata, dove spesso i committenti stessi erano amici o comunque parte della cerchia di conoscenze dell'artista.